# Giovanni Mingazzini
Giovanni Mingazzini (15 de fevereiro de 1859 — 3 de dezembro de 1929) foi um neurologista italiano.

## Epônimo
O Sinal de Mingazzini.